# García Hurtado de Mendoza
Don García Hurtado de Mendoza y Manrique, terzo marchese di Cañete (Cuenca, 21 luglio 1535 – Madrid, 19 maggio 1609), è stato un generale spagnolo, Governatore Reale del Cile, e viceré del Perù (dall'8 gennaio 1590 al 24 luglio 1596). Spesso era conosciuto semplicemente come "Marchese di Cañete".

## Gioventù
Era figlio di Andrés Hurtado de Mendoza, anch'egli viceré del Perù, e di Magdalena de Manrique. Essendo figlio del Conte di Osorno, la madre apparteneva ad una delle famiglie più importanza dell'aristocrazia spagnola.
Nel 1552 Hurtado de Mendoza fuggì da casa con l'intenzione di servire il re, Carlo V, nella spedizione che stava preparando per la Corsica. Dimostrò grande valore in questa campagna e in quella della Toscana, quando quei ducati tentarono di sciogliersi dal controllo imperiale. Fece parte dell'esercito imperiale a Bruxelles, ed era con Carlo V quando questi fu sconfitto nella battaglia di Renty.
Dopo aver saputo che il padre era stato nominato viceré del Perù, tornò in Spagna e chiese di essere mandato nelle Americhe. Durante il viaggio conobbe Jerónimo de Alderete, scelto dal re come successore di Pedro de Valdivia nel ruolo di governatore del Cile. Accadde che Alderete si ammalò e morì durante il viaggio. Il padre di Hurtado raggruppò alcuni rappresentanti cileni e, dopo che questi ebbero deciso che né Francisco de Aguirre né Francisco de Villagra erano qualificati, nominò il proprio figlio. Sperava che il figlio avrebbe portato più spagnoli in Cile, e che sarebbe stato in grado di unire le due fazioni in lotta per il posto di governatore. Inoltre sperava che sarebbe stato in grado di sedare la ribellione indiana.
Quindi Hurtado partì per il Cile, appena ventunenne, con grande audacia. Era un uomo arrogante, orgoglioso della discendenza nobiliare e della sua intelligenza, autoritario nell'aspetto e soggetto a violente reazioni. Il suo carattere gli provocò nemici, molti dei quali nascosti, all'interno della propria cerchia di persone.

## Governatore del Cile
Hurtado de Mendoza lasciò il Perù per il Cile alla testa di 500 spagnoli. Una parte di loro viaggiò via terra al comando di Luis de Toledo e di Pedro de Castillo. Questo gruppo partì nel gennaio del 1557. L'altra parte, guidata dal nuovo governatore, viaggiò per mare, salpando il febbraio dello stesso anno. Il viceré organizzò un banchetto per il figlio, dopodiché la flotta partì tra fanfare militari e salve di cannone.
Hurtado de Mendoza salpò con il suo entourage di uomini illustri, tra cui Alonso de Ercilla, Francisco de Irarrázaval y Andía, Francisco Pérez de Valenzuela, fra Gil González de San Nicolás, il francescano Juan Gallegos ed il giurista Hernando de Santillán. La spedizione si fermò ad Arica il 5 aprile 1557, rimanendovi per quattro giorni.
Proseguendo il viaggio verso sud, sbarcarono a La Serena il 23 aprile 1557. Le povere persone di Coquimbo si stupirono del più grande contingente di soldati (oltre 500) che si fosse mai visto da quelle parti, armati di archibugi e cannoni, indossando armature ed elmi piumati. Ben presto si guadagnarono il soprannome di emplumados (piumati).

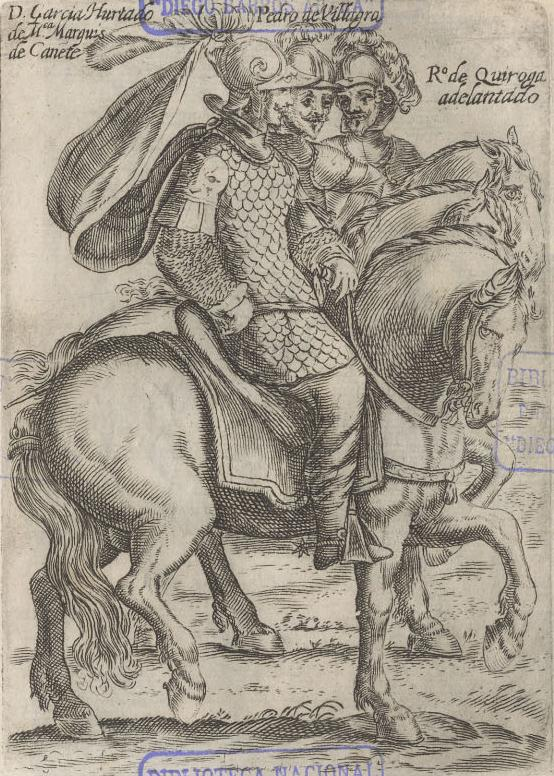
Mendoza, Villagra e Quiroga in un'illustrazione di Alonso de Ovalle

### Francisco de Aguirre e Francisco de Villagra
Francisco de Aguirre fu ospitale col nuovo governatore ricevendolo a La Serena. Quasi contemporaneamente Francisco de Villagra giunse a La Serena via terra. Sapendo dell'acredine tra Aguirre e Villagra e della loro aspirazione al governatorato del Cile, García Hurtado non esitò a farli imprigionare entrambi a La Serena, isolandoli su di una nave. Questo atto fu considerato ingiusto dai coloni spagnoli in Cile.
Mariño de Lobera dice nelle sue cronache che Aguirre, già imbarcato, salutò Villagra al suo arrivo, stringendogli la mano e dicendo:
Il governatore arrivò a Santiago con l'arrivo dell'inverno. Il cabildo (consiglio cittadino) si stava preparando ad accoglierlo, ma Hurtado decise di proseguire per mare fino a Concepción, nonostante il parere contrario di coloro che conoscevano i pericoli della stagione. A Coquimbo inviò via terra la cavalleria, salpando il 21 giugno 1557, in pieno inverno.

### Relazioni con gli indigeni
Giunse otto giorni dopo nella baia di Concepción, nel cuore di una stagione pericolosa. Le truppe sbarcarono durante una tempesta torrenziale sull'isola di La Quiriquina, erigendo un accampamento temporaneo. Una volta insediatosi a Concepción, Hurtado tentò una politica amichevole con gli indiani, i quali accettarono il suo ruolo di governatore anche se contrastarono l'occupazione dei loro territori da parte degli spagnoli.
Lincoyan ed altri capi indigeni sapevano che la cavalleria stava arrivando via terra da Santiago, e progettarono un piano per aggredirli ad Andalicán, vicino a Concepción. Hurtado seppe della loro intenzione e fu informato del fatto che i Mapuche avevano interpretato la sua amicizia come un segno di debolezza e paura; decise quindi di cambiare completamente atteggiamento nei loro confronti.
Ordinò che il forte di San Luis de Toledo fosse immediatamente costruito ad Araucana per sventare il tentativo indigeno, ma fu subito attaccato dai Mapuche. Furono sconfitti, ed il governatore contrattaccò con cannoni ed archibugi.
Ordinò una nuova campagna nell'ottobre del 1557, con 500 soldati e migliaia di indiani ausiliari. La battaglia di Lagunillas si svolse nel corso di questa campagna, il 7 novembre. In questa battaglia gli spagnoli resistettero grazie al valore dimostrato da Rodrigo de Quiroga e dagli altri capitani. I Mapuches si dimostrarono disorganizzati negli attacchi, ed il disordine produsse cattive tattiche che gli inibirono la vittoria.
Secondo Alonso de Ercilla, giunto in Cile col governatore, gli spagnoli fecero prigioniero il capo indigeno Galvarino e gli tagliarono la mano sinistra. Perse la mano senza un segno di dolore e quindi portò avanti la destra, e gli spagnoli tagliarono pure quella. Chiese di esser ucciso, ma i conquistadores lo lasciarono libero. Se ne andò con i suoi uomini, pianificando la vendetta.
Galvarino ordinò un nuovo attacco agli invasori il 30 novembre. Si trattò della battaglia di Millarapue, svoltasi nell'omonima vallata. Molti eventi fortuiti facilitarono l'attacco a sorpresa, ma nonostante questo i Mapuche furono nuovamente sconfitti, e 30 di loro furono impiccati dagli spagnoli, tra cui Galvarino che aveva lottato in prima linea facendosi legare due coltelli sui polsi.
Le privazioni dovute agli scontri cominciarono a preoccupare gli uomini di Hurtado, che avevano sperato in ricchi guadagni per i loro servizi. Per poter concedere qualcosa ai suoi uomini, il governatore annullò le encomienda di Concepción. Per questo motivo la città fu rifondata una terza volta. Poco dopo fu fondata anche Cañete de la Frontera, anch'essa divisa tra le truppe che avevano partecipato alla battaglia.
Il capo Mapuche Caupolicán istigò l'indiano Andresillo, decidendo per un attacco a Forte Tucapel. Quello che non sapeva era che Andresillo era un traditore che rivelò i particolari dell'assalto agli spagnoli, trasformando gli assalitori in assaltati. Il risultato fu una fuga degli indiani che lasciarono sul campo molti morti e feriti, ed un deciso indebolimento delle forze Mapuche.
Il morale degli spagnoli crebbe. Con un assalto a sorpresa all'accampamento di Caupolicán riuscirono a catturarlo. Fu condotto a Forte Tucapel. Secondo alcuni spagnoli tentò di contrattare con gli spagnoli, promettendo di convertirsi al cristianesimo, ma Alonso de Reinoso, comandante del forte, lo condannò a morte per impalamento.
In un'altra battaglia gli indigeni costruirono un forte a Quiapo, tra Cañete e Arauco, ma furono sconfitti di nuovo nella battaglia di Quiapo. La città di Concepción ed il forte di Arauco furono ricostruiti nel 1559. Altre fortezze furono erette, e furono chiamate San Andrés de Angol, o Los Infantes, e forte Talcamávida nel 1560, e sull'altro versante delle Ande la città di Mendoza (Argentina) nel 1561.

### Conseguenze della guerra
In questo periodo Hurtado de Mendoza era disprezzato da coloro che erano stati rapinati da lui. Il suo carattere iracondo e la sua superbia gli procurarono molti nemici, tra cui Hernando de Santillán. Santillán aveva istituito la Tasa de Santillán, che regolava la servitù indiana, permettendo a molti spagnoli di abusare degli indigeni. Questo piantò il seme della futura ribellione, in particolare di quella degli Huilliche.

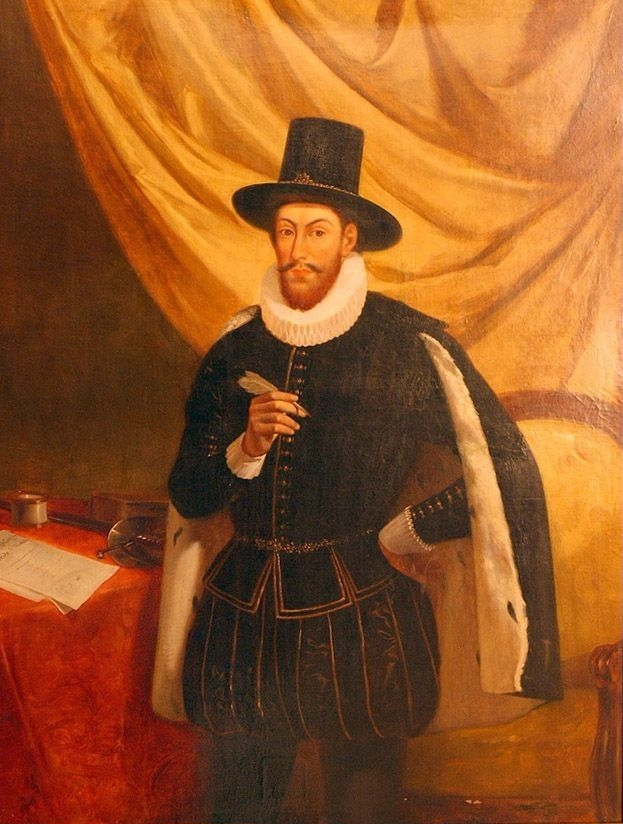
García Hurtado de Mendoza

In seguito il governatore fu informato del fatto che suo padre, il viceré, era stato sostituito dal re e che Francisco de Villagra sarebbe stato il nuovo governatore del Cile. Hurtado si aspettava di ricevere da Villagra la stessa umiliazione che aveva dovuto subire, e per questo motivo fuggì immediatamente dal Cile. Per prima cosa si diresse a Santiago, città che non aveva mai visitato durante il suo governo.
A Santiago venne a sapere della morte del successore del padre. Questo significava che il padre avrebbe continuato a fare il viceré, almeno temporaneamente, e per questo motivo Hurtado decise di mantenere il proprio incarico. Rimase nella capitale approfittandone per parlare con Villagra dello stato della colonia. Villagra non lo umiliò come si aspettava, ricevendo solo un freddo congedo.
Durante il suo soggiorno a Santiago fu emanata la Tasa de Santillán. Istituiva il sistema del mita (lavoro forzato degli indigeni). Invece di chiedere il lavoro a tutti gli indiani del villaggio, veniva stabilita una rotazione di servitù, obbligando il capo di ogni tribù a fornire un uomo ogni sei mesi per il lavoro nelle miniere, ed uno ogni cinque per il lavoro nei campi. Questi lavoratori, che non venivano pagati, ricevevano un sesto di quanto prodotto dal loro lavoro, alla fine di ogni mese. Donne e uomini minori di 18 anni, o più anziani di 50, erano esentati dalla mita, e si obbligavano gli encomienderos a dare agli indigeni cibo, a mantenerli in salute ed a vangelizzarli.
Hurtado de Mendoza ricevette notizia dell'imminente morte del padre. Decise di partire immediatamente per il Perù, designando Rodrigo de Quiroga come governatore ad interim (invece di Villagra).

### Juicio de residencia
In Perù fu sottoposto al juicio de residencia per le azioni arbitrarie attuate durante il suo governo in Cile (confisca delle encomiendas, maltrattamento dei soldati, etc.). Fu il primo governatore del Cile il cui operato fu giudicato in base alle leggi spagnole. Il tribunale lo giudicò colpevole di 196 accuse, ma lasciò la sentenza alla Audiencia Reale di Lima. La condanna fu l'obbligo di restare a Lima, finché non fosse stato assolto da tutte le accuse o non avesse pagato le multe che aveva subito.

## Ritorno in Spagna
In ogni caso Hurtado de Mendoza era già ripartito per la Spagna, per raccontare delle proprie campagne e del proprio governo a re Filippo II ed al Consiglio delle Indie. Il prestigio della sua famiglia, le informazioni sui suoi servizi fornite dalla Audiencia di Lima, e le raccomandazioni di alcuni fidati capitani che iniziavano ad arrivare dal Cile permisero di dimenticare le accuse mossegli dai nemici. Fu inoltre riconosciuto vincitore della guerra di Arauco.
A Madrid entrò a far parte della Guardia Reale. Fu anche rappresentante del re a Milano.

## Viceré del Perù
Nel 1590 Hurtado tornò in America, ora come viceré del Perù, ruolo che mantenne fino alla metà della successiva decade. Fu di grande aiuto per gli spagnoli in Cile il fatto di avere qualcuno che ben conoscesse la situazione cilena.
Hurtado ebbe frequenti scontri con Turibio de Mogrovejo, arcivescovo di Lima, ogni volta che le giurisdizioni civile ed ecclesiastica si intersecavano. Mogrovejo istituì il seminario dando vita ad una disputa sul fatto se, sopra al portone centrale, andasse esposto lo stemma del vescovo o quello reale. Si ebbe anche la scomunica di Juan Ortiz de Zárate, sindaco di Lima, quando le forze armate arrestarono un criminale che avea ricevuto asilo politico in una chiesa.
Alla fine del suo mandato, Hurtado lasciò Lima per tornare in Spagna, dove morì nel 1609.